# Mégaron

Plan synthétique : 1. Vestibule. 2. Salle principale. 3. Colonnes.

Le mot mégaron (μέγαρον) désigne la pièce principale (parfois unique) des riches habitations de l'âge du bronze, en Grèce et en Anatolie, et par extension le nom de ce type de maison. Elle dispose d'un foyer central entouré de deux ou quatre colonnes. Chez Homère, le terme « mégaron » ne désigne qu'une grande salle sans plus de précision, mais en archéologie, l'usage limite aujourd'hui sa signification à une certaine forme architecturale que l'on trouve dans toutes les habitations et palais mycéniens.

## Mention par Homère
Nous connaissons par Homère principalement et par quelques traits empruntés aux tragiques grecs la disposition générale des grandes habitations telles que celles de Priam, d'Alcinoos, de Ménélas, d'Ulysse : la première est décrite dans l'Iliade, les trois autres dans l'Odyssée. La maison avec son mur d'enceinte et son entrée placée sur la voie publique présentait d'abord à l'intérieur une cour ou espace découvert qui était fermée par un mur avec des barrières et dont les communications intérieures avaient lieu au moyen de portes à deux battants. Au milieu de cet espace circonscrit par des murs se trouvait un autel dédié à Zeus, gardien de l'enceinte, ordinairement ombragé par un arbre auquel étaient attachées les idoles des dieux domestiques. Placé au-delà de la cour découverte qui était entourée d'un portique se présentait l'appartement principal appelé « mégaron » dont la façade était souvent décorée au moyen d'un placage de métal brillant. Cette pièce était celle où se tenait le maître de la maison et où il recevait ses hôtes. Il s'y trouvait un foyer en forme d'autel dont la fumée s'échappait par une ouverture pratiquée dans le milieu du toit.
Dans une partie plus reculée de l'habitation (à laquelle on parvenait par un passage à l'extrémité duquel se trouvait une porte élevée) se trouvaient les appartements des femmes, généralement au premier étage. Cet étage supérieur surmontait une grande chambre construite au-dessous du sol laquelle servait à renfermer les richesses du maître et les provisions de la maison. D'autres fois, il s'étendait en partie du moins jusqu'au-dessus du mégaron dont le plafond était supporté par des colonnes. Les appartements habités par les hommes, ce que l'on appelait andrôn par opposition au gynécée, étaient placés de chaque côté de la cour au fond de celle-ci et en avant du mégaron, ainsi qu'on peut le présumer d'après la place qu'occupaient dans la maison de Priam les chambres de ses fils et dans celle d'Ulysse la chambre de Télémaque.

## Différents types de mégaron
Il existe plusieurs variantes du mégaron, à partir d'un type général, qui est la « pièce longue », grande pièce rectangulaire où la porte se situe alors toujours sur l'un des petits côtés. Cette pièce rectangulaire est séparée en deux par une colonnade en bois qui soutient un toit à double pente couvert de lattes en bois et/ou de chaume. Un large espace vide entre le toit et le mur de façade permet l'entrée de la lumière et l'évacuation de la fumée car la maison grecque standard n'a pas de cheminée (seuls les riches ont des conduits pour cheminée).
Cette configuration pourrait être originaire de la Russie de l'époque paléolithique.
Le mégaron mycénien se compose d'un porche (αἴθουσα / aithousa), d'un vestibule (πϱόδομος / pródomos) et d'une grande salle abritant un foyer central et un trône. Le porche donne sur une cour à laquelle on accède par un portail ornemental.
Le temple grec serait peut-être la forme la plus aboutie du mégaron.